# Carepalxis tuberculata
Carepalxis tuberculata là một loài nhện trong họ Araneidae.
Loài này thuộc chi Carepalxis. Carepalxis tuberculata được Eugen von Keyserling miêu tả năm 1886.